# Arsinoé Ire
Pour les articles homonymes, voir Arsinoé.
Arsinoé Ire, née en 308 av. J.-C., est la fille du Diadoque Lysimaque, roi de Thrace, et de Nikaia, fille d'Antipater. 

## Biographie
En tant qu'élément de l'alliance entre Lysimaque et Ptolémée Ier contre Séleucos Ier, Arsinoé épouse le futur Ptolémée II en 289/288 av. J.-C. De cette union naissent trois enfants : Ptolémée III, Bérénice Syra, mariée à Antiochos II, et Lysimaque.
Son mari la répudie en 278 pour épouser sa sœur Arsinoé II, ce qui lui vaut l'épithète de Philadelphe. Bannie, elle réside à Coptos, une ville de Haute-Égypte près du Ouadi Hammamat, où elle meurt en 247. Une stèle se rapportant à elle y a été trouvée : dessus, elle s'appelle l'épouse du roi, mais son nom n'est pas joint dans le cartouche royal comme à l'accoutumée pour une reine.